# Solitaires (Port-Royal)
Pour les articles homonymes, voir Solitaire.

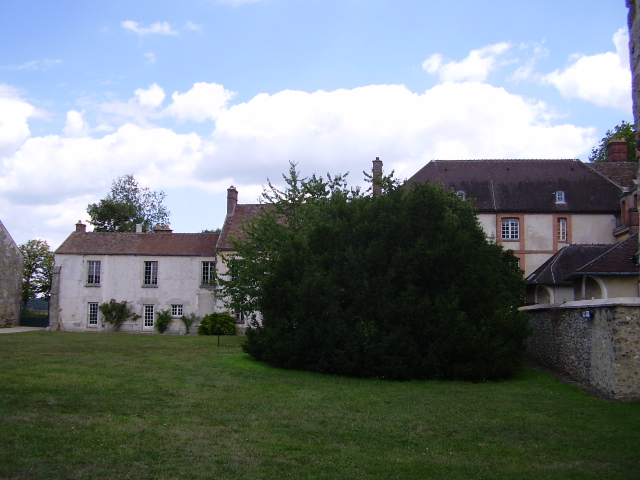
La maison des Solitaires, aux Granges de Port-Royal des Champs.

Les Solitaires sont les hommes qui, au cours du XVIIe siècle, ont choisi de vivre une vie retirée et humble à Port-Royal des Champs.

## Quelques Solitaires renommés
- Arnauld d'Andilly
- Antoine Le Maistre, le premier en 1638 et son frère Simon
- Louis-Isaac Lemaistre de Sacy
- Antoine Arnauld
- Claude Lancelot
- Pierre Nicole
- Étienne de Bascle
- Antoine Singlin
- Louis Charles d'Albert de Luynes
- Pierre Thomas du Fossé
- Filleau de La Chaise
- Jean Domat
- Jean Racine dit Racine.
- Baudry d'Asson